# Little Steeping
Little Steeping – wieś w Anglii, w hrabstwie Lincolnshire. Leży 48 km na wschód od Lincoln i 182 km na północ od Londynu.